# Québriac
Québriac település Franciaországban, Ille-et-Vilaine megyében. Lakosainak száma 1590 fő (2022. január 1.). Québriac Tinténiac, La Chapelle-aux-Filtzméens, Combourg, Dingé és Saint-Domineuc községekkel határos.

## Népesség
A település népességének változása:
| Lakosok száma | 794  | 837  | 888  | 1336 | 1553 | 1587 | 1579 | 1578 | 1581 | 1590 |
|               | 1968 | 1982 | 1990 | 2006 | 2013 | 2015 | 2017 | 2019 | 2020 | 2022 |